# South African Film and Television Awards
O South African Film and Television Awards ou SAFTAs (em português: Prêmios de Cinema e Televisão da África do Sul) é uma cerimônia anual de premiação sul-africana organizada pela National Film and Video Foundation (NFVF), para homenagear a excelência criativa na indústria cinematográfica e televisiva local. Os vencedores das várias categorias recebem uma estatueta, oficialmente chamada Golden Horn. Os prêmios, apresentados pela primeira vez em 2006 no Gallagher Estate, são supervisionados por um comitê governado pela NFVF. 

## Votação e cerimônia
Somente cidadãos sul-africanos são elegíveis para os prêmios. A South African Broadcasting Corporation (SABC) é o parceiro e patrocinador oficial de transmissão do evento. A 12ª cerimônia dos Prêmios de Cinema e Televisão da África do Sul foram realizada em Sun City no dia 28 de março de 2018.